# El Sam Airlift
El Sam Airlift is een Congolese luchtvaartmaatschappij met haar thuisbasis in Kinshasa.

## Geschiedenis
El Sam Airlift is opgericht in 2006.

## Vloot
De vloot van El Sam Airlift bestaat uit:(april 2007)
- ! Antonov An-26B